# لن أكره
لن أكره: رحلة طبيب من غزة على طريق السلام والكرامة الإنسانية هو كتاب صدر عام 2011، من تأليف عز الدين أبو العيش يصف حياته في غزة ومقتل ثلاث من بناته في عام 2009. يروي الفيلم قصة أبو العيش ويستكشف تاريخ الصراع، فضلاً عن دعم الدعوات إلى السلام بين الإسرائيليين والفلسطينيين، حيث ينص على أن "العنف يولد العنف ويولد المزيد من الكراهية".

## خلفية الحدث
نشأ أبو العيش في مخيم للاجئين في قطاع غزة ودرس الطب في القاهرة وجامعة لندن وجامعة هارفارد. وبحلول حرب غزة 2008-2009 ، كان قد عمل في مستشفيين إسرائيليين وكان شخصية عامة معروفة. في يناير/كانون الثاني 2009، أطلقت قذيفة إسرائيلية مباشرة على غرفة نوم بناته في غزة، مما أدى إلى مقتل ثلاث منهن. عز الدين أبو العيش، الذي كان منخرطًا بالفعل في حركة السلام في ذلك الوقت، رفض السماح للقتل بأن يجعله يكره الآخرين أو يسعى للانتقام، وبدلاً من ذلك دعا علنًا إلى التعايش بين الفلسطينيين والإسرائيليين.

## الانتقادات
قد تلقى الكتاب مراجعات إيجابية، وتم ترشيح أبيولايش لاحقًا لجائزة نوبل للسلام. وكتبت صحيفة الغارديان أن الكتاب يتميز بوصف نادر غير مشوه للحياة اليومية في غزة، فضلاً عن الحياة أثناء الحصار، والذي سيكون بمثابة "فتح أعين للعديد من القراء". وصفت مراجعة في صحيفة ديلي تلغراف الكتاب بأنه "مذهل"، ووفقًا لصحيفة ناشيونال كاثوليك ريبورتر، فإن "قصة أبو العيش لا تشيطن الإسرائيليين" بل "تقدم منظورًا إسلاميًا وطبيًا... للرد على دماء ودموع عصرنا بمزيج من العمل والعرق في السعي إلى الصالح العام".  ويذكر إيان ماكلور، وهو طبيب نفسي في المستشفى الملكي للأطفال المرضى في إدنبرة، أن "كل طبيب يجب أن يقرأ هذا الكتاب" ويشير إلى أن أبو العيش لا ينكر الغضب الذي يشعر به تجاه الأحداث، ولكنه يدرك الحاجة إلى "برنامج تحصين" ضد "مرض الكراهية" من خلال "الاحترام والكرامة والمساواة".
قد حصل الكتاب على العديد من الجوائز، بما في ذلك جائزة كريستوفر، وجائزة البحث عن أرضية مشتركة، وجائزة معهد الشرق الأوسط، وجائزة ستافروس نياركوس للبقاء على قيد الحياة.
تم تحويل الكتاب إلى مسرحية من قبل شركة مسرح موزاييك في واشنطن العاصمة في عام 2016، وتم عرضها باللغتين العبرية والعربية مع ترجمة باللغة الإنجليزية، وأخرجها شاي بيتوفسكي. اختتم المدير الفني آري روث كل عرض بحلقة نقاش حول القضايا التي تناولتها المسرحية، وحضر أبو العيش بنفسه العرض الأول.
تم تعديل الكتاب بواسطة تال باردا وتحويله إلى فيلم وثائقي عام 2024 بعنوان "لن أكره".